# مارغريت تشالمرز
مارغريت تشالمرز (بالإنجليزية: Margaret Chalmers)‏ (1758، اسكتلندا في المملكة المتحدة - 1827)؛ كاتِبة وشاعرة بريطانية.